# Ceraphron unispinosus
Ceraphron unispinosus är en stekelart som först beskrevs av Julius Theodor Christian Ratzeburg 1852.  Ceraphron unispinosus ingår i släktet Ceraphron och familjen pysslingsteklar. Inga underarter finns listade i Catalogue of Life.